# Сибилла д’Акино
Сибилла д’Акино (итал. Sibilla d'Aquino), в некоторых источниках упоминаемая также как Сибилла ди Ачерра (итал. Sibilla di Acerra) или Сибилла Меданская (Майеннская) , (итал. Sibilla di Medania; умерла в 1205) — дочь Ринальдо д’Акино, сеньора ди Роккасекка, жена короля Сицилии Танкреда и мать последнего короля Сицилии из династии Отвилей Вильгельма III.

## Происхождение
Сибилла д’Акино была дочерью Ринальдо д’Акино, сеньора ди Роккасекка и сестрой Ришара, графа ди Ачерры. Её дед по отцовской линии, французский рыцарь из Анжу, Роберт Майеннский, прибыл в Южную Италию во времена правления Рожера II. В 1150 году король сделал Роберта графом Буональберго.

## Брак и дети
Сибилла вышла замуж за Танкреда, графа Лечче, незаконнорождённого сына наследника королевства Сицилии Рожера Апулийского.
В 1189 году после смерти двоюродного брата Вильгельма II Доброго, Танкред предъявил свои права на престол Сицилии. Его поддержал вице-канцлер Маттео д'Аджелло, добившийся у номинального сюзерена королевства, папы Климента III, одобрения кандидатуры Танкреда. В результате, Танкред был коронован в кафедральном соборе Палермо 18 января 1190 года. Сибилла стала королевой Сицилии. Их старший сын Рожер в 1193 году был провозглашён соправителем отца и торжественно коронован, но в декабре того же года скоропостижно скончался. Это стало настоящим ударом для Танкреда, он тяжело заболел и умер спустя два месяца, 20 февраля 1194 года.
Всего известно о шести детях Сибиллы и Танкреда:
- Рожер (1175—1193) — герцог Апулии, соправитель отца в 1193 году. Женат на Ирине Византийской, детей не имел.
- Вильгельм (1185—ок. 1198) — король Сицилии в 1194 году. Свергнут Гогенштауфенами. Женат не был, детей не имел.
- Мария (Мария Эльвира[7], Эльвира[8], Альбиния) (после 1185 — после 1216) — графиня Лечче. Была замужем за Готье III, графом де Бриенн, князем Таранто, герцогом Апулии, затем за Джакомо Сансеверино, графом Трикарико, после — за Тигрино Гвиди, графом Модильяно.
- Констанция (ум. после 1232) — замужем за Пьетро Дзиани, дожем Венеции
- Медания (ум. 1256/1257)
- Вальдрада — замужем за Джакопо Тьеполо, дожем Венеции[7].

## Дальнейшая жизнь
После смерти мужа Сибилла стала регентом при несовершеннолетнем сыне Вильгельме, которому в то время было около 10 лет. Генрих VI Гогенштауфен вновь предъявил права на престол Сицилии, будучи мужём родной тётки Вильгельма, Констанции Сицилийской. Констанция была законной дочерью Рожера II и в 1185 году вассалы уже приносили ей присягу как возможной наследнице престола. Генрих VI начал военную кампанию и к концу октября 1194 года континентальная часть королевства была завоёвана, вследствие того, что Сибилла не смогла организовать должного сопротивления. Вскоре Генрих высадился в Мессине, ранее захваченной генуэзцами и пизанцами.

Вторжение Генриха VI вызвало панику, Катания и Сиракузы сдались императору. Королева Сибилла намеревалась защищать Палермо вместе с адмиралом Маргаритом из Бриндизи. Предварительно она отправила Вильгельма III и дочерей в отдалённую Кальтабеллотту около Шакки на юго-западном побережье. Жители Палермо отказались защищать город, вслед за ними сложил оружие и гарнизон городской цитадели. Сибилла вместе архиепископом Палермо и его братом, бежала в к детям, а Маргарит был вынужден вести переговоры о сдаче столицы. 20 ноября 1194 года Генрих VI торжественно вступил в Палермо.

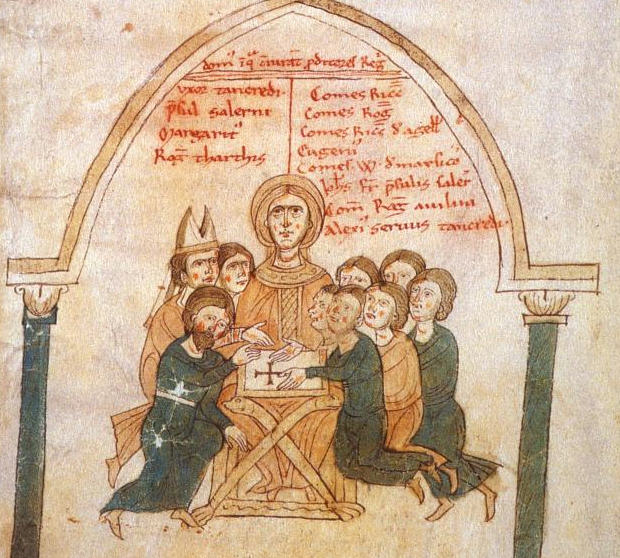
Заговор Сибиллы

 После этого он предложил Сибилле сдаться, при условии оставить Вильгельму графство Лечче, принадлежавшее Танкреду до вступления на престол, и даровать княжество Таранто. Условия были приняты, и Сибилла с семьёй вернулась в столицу.

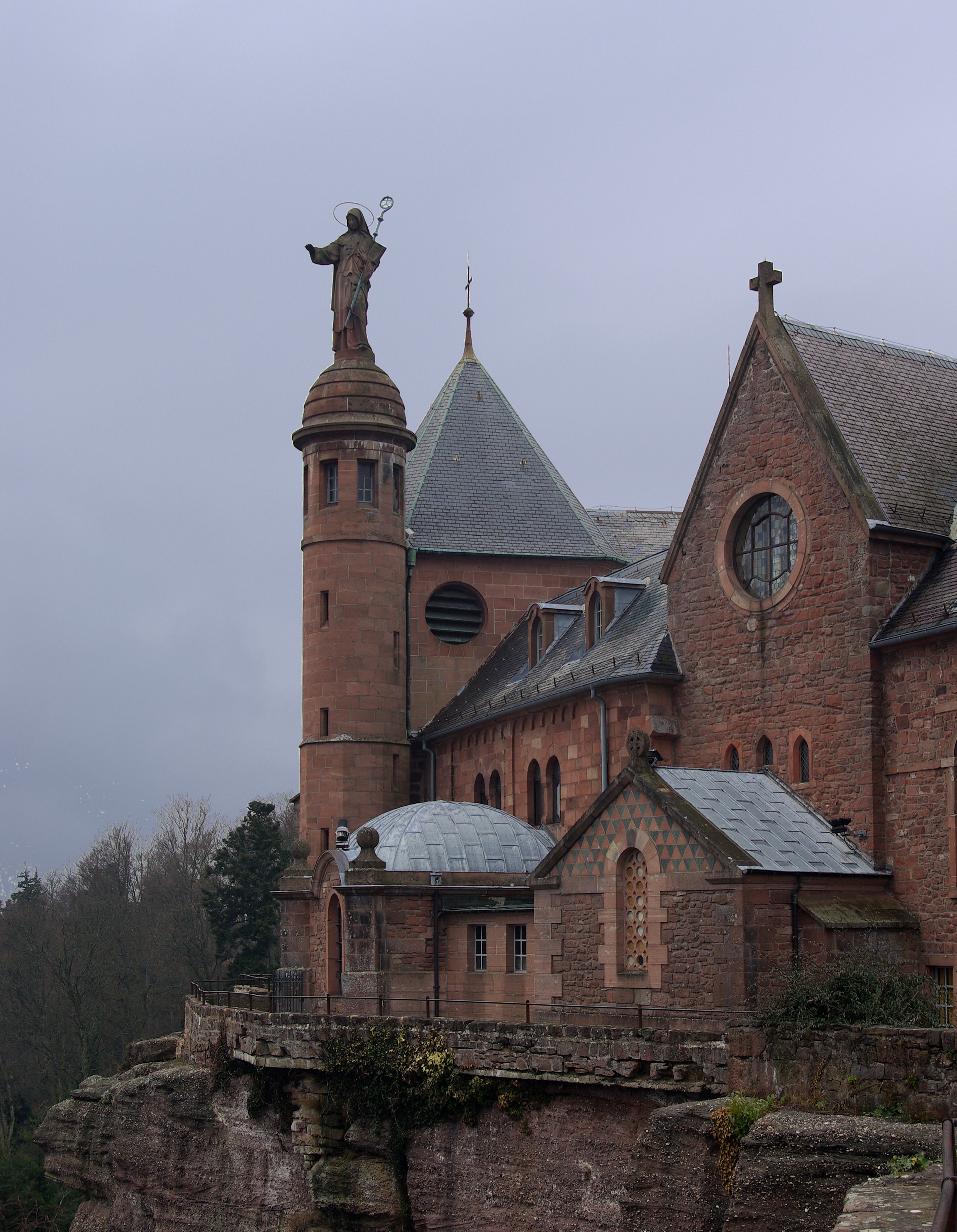
монастырь Гогенбург

25 декабря 1194 года она вместе с детьми присутствовала на коронации Генриха VI в соборе Палермо. Но спустя четыре дня Генрих обвинил её и детей, а также многих знатных сицилийцев, приехавших на коронацию, в составлении заговора против него и взял под стражу. После этого они были высланы в Германию.
Сибилла с дочерьми были заключены в эльзасский монастырь Гогенбург, где прожила четыре года, несмотря на заступничество папы Иннокентия III. И только около 1200 года ей с дочерьми удалось бежать во Францию. По другой версии, она была просто отпущена из заточения.
Умерла Сибилла около 1205 года.

## Интересные факты
- В 1195 году в монастыре Гогенбург, когда туда прибыла Сибилла с дочерьми, ещё жила монахиня Геррада Ландсбергская, писательница и художница.